# Donalds
Donalds város az USA Dél-Karolina államában, Abbeville megyében. Lakosainak száma 328 fő (2020. április 1.).

## Népesség
A település népességének változása:

| 2010 | 348 |
| 2020 | 328 |